# Contea di Sumter (Alabama)
La contea di Sumter, in inglese Sumter County, è una contea dello Stato dell'Alabama, negli Stati Uniti. La popolazione al censimento del 2000 era di 14.798 abitanti. Il capoluogo è Livingston.

## Geografia fisica
La contea si trova nella parte occidentale dell'Alabama, al confine con il Mississippi. Lo United States Census Bureau certifica che l'estensione della contea è di 2.365 km², di cui 22 km² di acque interne.
La contea è inclusa nella sezione fisiografica della Pianura Costiera, caratterizzata da praterie ondulate e pianure costiere. Foreste di querce crescono lungo la riva del fiume Tombigbee e dei suoi affluenti, mentre foreste di pini punteggiano le praterie.

### Contee confinanti
- Contea di Pickens - nord
- Contea di Greene - nord-est
- Contea di Marengo - sud-est
- Contea di Choctaw - sud
- Contea di Lauderdale (Mississippi) - sud-ovest
- Contea di Kemper (Mississippi) - ovest
- Contea di Noxubee (Mississippi) - nord-ovest

### Laghi, fiumi e parchi
La contea comprende i seguenti laghi, fiumi e parchi:
| Laghi | Fiumi | Parchi | Parchi |
| --- | --- | --- | ------ |
| - Norwoods Pond - Hollolla Lake - Blue Lake - Duck Pond - Buchannon Lake - Gibbs Pond - Annie Lake - Sumter Pond | - Soctum Creek - Tubbs Creek - Tubby Creek - Spring Creek - Mobile Branch - Miuka Creek - Chapel Branch - Mill Creek - Brockway Creek | - China Bluff Access Area - Lock Three Right Bank Public Use Area - Kinterbish State Wildlife Management Area - Livingston Recreation Area - Sumter Recreation Area - Demopolis State Wildlife Management Area - Damsite West Bank Public Use Area - Belmont Public Use Area |        |

## Storia
La contea di Sumter fu costituita il 18 dicembre 1832. I territori appartenevano alla Nazione Choctaw. Il capoluogo di contea è Livingston. Il nome le è stato dato in onore al generale Thomas Sumter della Carolina del Sud.

## Principali strade ed autostrade
- Interstate 20/Interstate 59
- U.S. Highway 11
- U.S. Highway 80
- State Route 17
- State Route 28
- State Route 39

## Società

### Evoluzione demografica
Abitanti censiti (migliaia)

## Centri abitati[9]
- Bellamy - CDP
- Cuba - town
- Emelle - town
- Epes - town
- Gainesville - town
- Geiger - town
- Livingston (capoluogo) - city
- Panola - CDP
- York - city